# Juan José Balcázar
Juan José Balcázar Sánchez (* 18. Juni 1971 in Guadalajara, Jalisco) ist ein ehemaliger mexikanischer Fußballspieler auf der Position eines Stürmers.

## Leben
Balcázar begann seine fußballerische Laufbahn beim Club Deportivo Guadalajara, bei dem er 1991 auch seinen ersten Profivertrag erhielt. 
Für die Saison 1994/95 wechselte Balcázar zum Ligarivalen Santos Laguna und kehrte nach einem Jahr in seine Heimatstadt zurück, um für die Tecos UAG zu spielen. Anschließend war Balcázar noch für den Zweitligisten Mineros de Zacatecas aktiv und beendete seine aktive Laufbahn nach dem Ende der Saison 1998/99 beim Querétaro Fútbol Club.
Nach dem Ende seiner aktiven Laufbahn arbeitete Balcázar unter anderem als Talentscout für seinen ersten Verein Deportivo Guadalajara.

## Trivia
Gemäß einer (quellenlosen) Auskunft der spanischsprachigen Wikipedia ist Juan José Balcázar ein Neffe von Tomás Balcázar sowie ein Onkel von Chicharito.